# Trang cá nhân

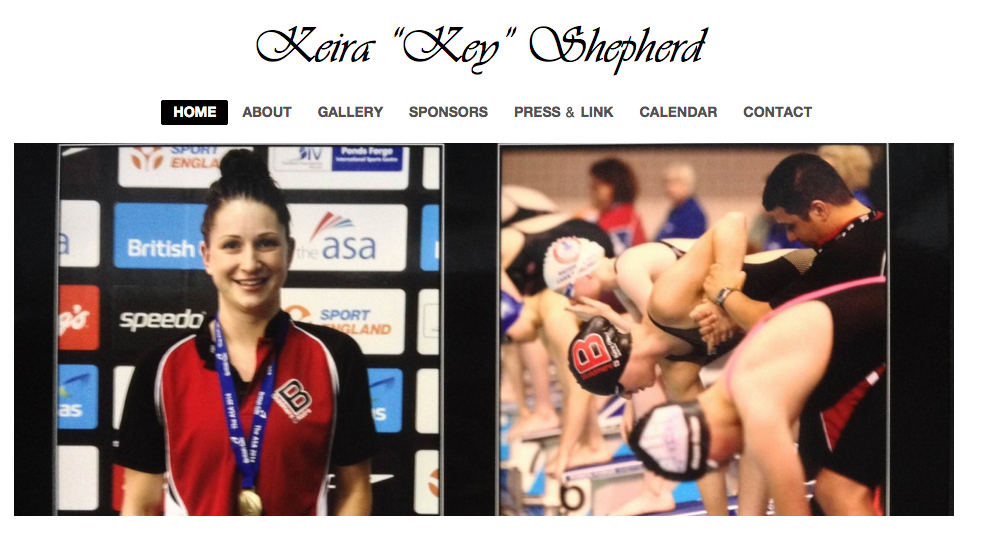
Giao diện trang cá nhân của một người dùng

Trang cá nhân (Personal web page) là các trang web (World Wide Web) do một cá nhân tạo ra để chứa nội dung mang tính cá nhân hơn là nội dung liên quan đến cơ quan, tổ chức, đơn vị hoặc doanh nghiệp, công ty. Các trang web cá nhân chủ yếu được sử dụng cho mục đích chia sẽ thông tin, hoặc giải trí nhưng cũng có thể được sử dụng để tiếp thị nghề nghiệp cá nhân (bằng cách chưng ra, danh sách các kỹ năng, khoe kinh nghiệm và lý lịch CV của cá nhân), tự quảng cáo bản thân, mạng xã hội với những người khác có cùng sở thích hoặc như một không gian để thể hiện những gì thuộc về bản thân cá nhân. Các thuật ngữ này thường không chỉ đề cập đến một "trang" hoặc tệp HTML duy nhất, mà là một trang web là một tập hợp các trang web và tệp liên quan theo một URL hoặc địa chỉ Web chung. Trang chủ (trang chỉ mục) thực tế của một trang web thường chỉ chứa nội dung thưa thớt với một số tài liệu giới thiệu hấp dẫn và chủ yếu đóng vai trò là con trỏ hoặc mục lục đến các trang có nhiều nội dung hơn bên trong, chẳng hạn như sơ yếu lý lịch, gia đình, sở thích, phả hệ gia đình, nhật ký/nhật ký web ("blog"), ý kiến, quan điểm, bình luận, góc nhìn, các chia sẽ, cảm nhận, nhật ký và nhật ký trực tuyến hoặc các bài viết khác, ví dụ về tác phẩm viết, clip âm thanh kỹ thuật số, clip video kỹ thuật số, ảnh kỹ thuật số, ảnh tự sướng hoặc thông tin về sở thích khác của người dùng. Vào những năm 1990, hầu hết các nhà cung cấp dịch vụ Internet (ISP) đều cung cấp một trang web cá nhân nhỏ miễn phí do người dùng tạo cùng với dịch vụ Usenet News miễn phí. Tất cả những dịch vụ này đều được coi là một phần của dịch vụ Internet. Ngoài ra, một số dịch vụ lưu trữ web miễn phí như Geocities cũng cung cấp không gian web miễn phí cho các trang web cá nhân.

## Đại cương
Nhiều trang cá nhân chỉ bao gồm thông tin mà bạn bè và gia đình của tác giả quan tâm. Tuy nhiên, một số trang web do những người có sở thích hoặc đam mê một số lĩnh vực nhất định thiết lập có thể là thư mục web có giá trị.  Trong một nghiên cứu do Zinkhan thực hiện, những người tham gia có bốn lý do chính để tạo ra các trang web cá nhân. Đầu tiên, mọi người sử dụng các trang web cá nhân như một bức chân dung về bản thân, theo nghĩa là tiếp thị bản thân họ, vì những người sáng tạo nội dung có quyền tự do thể hiện danh tính của riêng họ. Thứ hai, các trang web cá nhân là một cách để tương tác với những người có cùng sở thích với người sáng tạo, những người sử dụng lao động có thể hoặc đồng nghiệp. Thứ ba, các trang web cá nhân có thể đạt được sự chấp nhận xã hội với các nhóm mà người sáng tạo quan tâm tùy thuộc vào thông tin mà người sáng tạo tiết lộ về bản thân họ. Thứ tư, các trang web cá nhân có thể mang lại cho người sáng tạo cảm giác kết nối với thế giới vì các trang web này là công khai và là một cách để giới thiệu bản thân với những người khác trên toàn cầu. Mọi người có thể duy trì các trang web cá nhân để làm nơi trưng bày các kỹ năng của họ trong cuộc sống nghề nghiệp kỹ năng sáng tạo hoặc tự quảng bá doanh nghiệp, tổ chức từ thiện hoặc ban nhạc yêu thích của họ. 
Việc sử dụng các trang web cá nhân để hiển thị cuộc sống nghề nghiệp của một cá nhân đã trở nên phổ biến hơn trong thế kỷ XXI. Chuyên gia nghiên cứu về quyền riêng tư và công nghệ là Mary Madden đã thực hiện một nghiên cứu và phát hiện ra rằng một phần mười số công việc ở Mỹ yêu cầu các trang web cá nhân quảng cáo cá nhân trực tuyến. Nó cũng có thể được sử dụng để bày tỏ ý kiến về các vấn đề từ tin tức và chính trị đến phim ảnh. Những người khác có thể sử dụng trang web cá nhân của họ như một phương pháp giao tiếp. Trang web cá nhân cung cấp cho chủ sở hữu quyền kiểm soát nhiều hơn về sự hiện diện trong kết quả tìm kiếm và cách họ muốn được xem trực tuyến. Nó cũng cho phép tự do hơn về loại và số lượng nội dung so với hồ sơ mạng xã hội cung cấp và có thể liên kết nhiều hồ sơ mạng xã hội với nhau, rồi cũng có thể được sử dụng để chỉnh sửa hồ sơ khi phát sinh vấn đề trùng tên. Các chuyên gia học thuật (đặc biệt là ở cấp cao đẳng và đại học), bao gồm giáo sư và các nhà nghiên cứu, thường được cung cấp không gian trực tuyến để tạo và lưu trữ tài liệu web cá nhân, bao gồm các trang web cá nhân, sơ yếu lý lịch (CV) và danh sách sách, bài báo học thuật và bài thuyết trình tại hội nghị của họ, trên các trang web của công ty họ làm việc. Điều này bắt nguồn từ đầu thập kỷ của World Wide Web và mục đích ban đầu của nó là cung cấp một cách nhanh chóng và dễ dàng để các học giả chia sẻ các bài báo nghiên cứu và dữ liệu. Các nhà nghiên cứu có thể có một trang web cá nhân để chia sẻ thêm thông tin về bản thân, về các hoạt động học thuật của họ và để chia sẻ kết quả (chưa công bố) của nghiên cứu của họ. Điều này đã được ghi nhận là một phần của sự thành công của các kho lưu trữ truy cập mở như arXiv.